# Директивний бант
Директивний бант (азерб. Direktiv bant) — азербайджанська радянська кінокомедія 1932 року, знята на студії «Азерфільм». Фільм не зберігся, як і не збереглися архівні фотографії.

## Сюжет
Комедія за мотивами твору Ільфа і Петрова.

## У ролях
У зв'язку зі втратою фільму, була втрачена й інформація по акторам та ролям.

## Знімальна група
- Сценарій: Ілля Ільф, Євген Петров
- Режисер-постановник: Агарза Кулієв
- Оператори-постановники: Аскер Ісмаїлов, Мірза Мустафаєв